# Доменико Чимароза
Доменико Чимароза (на италиански: Domenico Cimarosa) е италиански композитор от Неаполитанската школа, ярък представител на творците на предкласическата комична опера от края на 18 век.
Той е първият, който въвежда в операта изпълнението на трио и квартети. Чимароза изиграва главна роля в промяната на приетия начин за композиране на опера-буфа в края на века. Остава най-добрият композитор на комични опери до появяването на Джоакино Росини.

## Детство и обучение
Доменико Чимароза е роден на 17 декември 1749 г. в град Аверса, близо до Неапол. Произхожда от много бедно семейство с баща каменар и зидар и майка перачка. Още на 7-годишна възраст баща му Дженаро умира и с майка си се преместват близо до Неапол. Там постъпва в училището към мъжкия манастир в Сан Северо, селището, в което майка му започва работа. Много скоро в манастира забелязват музикалните му дарби. Падре Полкано (по други източници отец Porzio), един от органистите в манастира, се заема с обучението му по музика. Освен това му преподава древна и съвременна италианска литература. Доменико се оказва талантлив ученик и бързо усвоява преподаваното. С голяма вяра в бъдещето му през 1761 г. Полкано го настанява в консерваторията „Санта Мария ди Лорето“ и му урежда стипендия. Всъщност учебното заведение представлява сиропиталище с училище и болница за бедни деца, където се набляга на обучението по музика. Момчетата пеят литании по улиците и така събират помощи за консерваторията. За учители са наемани най-добрите действащи и концертиращи музиканти в града. В консерваторията има двама главни преподаватели – единият по композиция, а вторият – по пеене. Освен това има отделен учител за всеки от музикалните инструменти – цигулка, виолончело, клавесин, обой и т.н. За щастие на детето там преподават известни композитори, като Николо Пичини и Антонио Сакини, които насочват Доменико към оперното творчество. Той се научава да свири много добре на цигулка, чембало и орган, изпълнява къси вокални откъси от опери и композира църковна музика. Няма почти никаква допълнителна информация за времето, прекарано от него в консерваторията. Предполага се, че по време на късното си обучение е работел като църковен органист и даже е преподавал уроци срещу заплащане. Известно е само, че постъпва там на 10 – 11 години и завършва на 22-годишна възраст през 1772 г.

## Начало на кариерата
Чимароза е блестящ композитор и музикант с ярък талант, солидна теоретична подготовка и чудесно чувство за хумор. През 1771 г. започва да композира опери, след заминаването на Николо Пичини за Париж и на Джовани Паизиело за Санкт Петербург. Първата му опера-буфа е предназначена за карнавала в Неапол – „Прищевките на графа“. Премиерата е през 1772 г. в неаполитанския „Театро деи Фиорентини“, посрещната е с бурни овации и полага началото на пътя му към световна известност и слава. През същата година написва меса за 4 гласа и инструментален съпровод в С мажор.
Композиторът се жени за Констанца Суфи, която умира няколко години след това. Вторият си брак сключва с нейната доведена сестра, 16-годишната Гаетана Паланте, която му ражда две деца.
През 1773 г. пише третата си опера – триактната „Мнимата парижанка“. Премиерата е в „Театро нуово“ през карнавалния сезон на 1773 г. Либретото е написано от Франческо Cerlone, автор на 6 от либретата на Паизиело. Изпъстрена с неаполитански диалект, операта съдържа 21 арии, една канцонета и две каватини. Има два дуета, едно трио, един квартет и два финала – в края на I и II действие. Завършва, както е прието по онова време, с дует. В тази опера Чимароза за първи път използва фолклорни мотиви, а една от ариите е изпълнена под съпровод на мандолина с ритмите на неаполитанската тарантела. През същата година написва една литания за орган и цигулка.
Следващата опера е „Магиите на Мерлина и Зороастро“, фарс, изпълнен с хумор и ексцентричност. И двете опери са посрещнати благосклонно от публиката и славата на младия композитор постепенно започва да се разпространява из цяла Италия. Оперите „Александър в Индия“ и „Джанина и Бернардоне“ увеличават популярността му още повече. По-късно около 16 премиери на негови опери са поставени в неаполитанския „Театро деи Фиорентини“, специализирал се в стила опера-буфа.

## Италия

### 1774 – 1780
През 1774 г. е поканен в Рим, за да напише опера за началото на сезона. В Рим и Неапол това начало се открива с голям и шумен фестивал, който започва в деня след Коледа. През дългата си история той е известен като времето, през което се представят популярни театрални пиеси, нови песни и композиции и много народни танци. Чимароза получава поръчка да постави нова опера в последния карнавален ден. През живота си композиторът е написал над 28 опери специално за карнавалите в Рим и Неапол.
През 1775 г. написва кантатата „Il giorno felice“ (Щастливият ден) за 4 гласа, хор и цигулки. През 1776 г. в продължение на 12 месеца поставя 3 опери – едноактните „Любовен гняв“, представена в „Театро нуово“ през януари заедно със „Сватби на бал“ и „Лекомислената благородница“, чиято премиера е в същия театър, но в края на годината. Либретата на първите две опери са написани от братята Милилоти, първото от Джузепе, второто – от Паскал, който по-късно написва още три либрета за Чимароза. През февруари двете едноактни опери са поставени отново, тъй като кралят пожелава да ги види. Това е първият път, когато композиторът представя своя творба пред кралското семейство.
Традицията на операта през 18 век изисква да се композират три пълни действия, а ако операта е едноактна или двуактна, при представянето им трябва да се комбинират така, че да запълнят времето за три действия. Доменико Чимароза е първият, който нарушава това негласно прието правило. През сезона на 1776 г. „Teatro del Fondo“ представя две негови едноактни опери, без други допълнения. Две години по-късно, през сезона на 1778 г., той представя самостоятелно двуактната си опера „Смешните любовници“.
През зимния сезон на 1778 г. във Флоренция е представена операта „La stravaganza d'amore“. В нея за първи път Чимароза използва в оркестъра два кларинета. В операта са включени един дует, два терцета, квартет, квинтет и секстет. Всички тези опери демонстрират големия талант на композитора и неговите новаторски идеи, а славата му вече се носи извън Неапол и Рим.
Не е известно къде точно е премиерата на операта му „Брачен договор“, но в Рим за първи път е представена през 1778 или през 1779 г. По-късно е поставена отново на карнавала през 1802 г. в „Театър Вале“, а в Миланската Скала – на 5 ноември 1804 г., три години след смъртта на композитора. Интересно и любопитно е отпечатаното либрето за „Ла Скала“. То съдържа както имената на композитора и диригента, така също имената на всеки един от инструменталистите в оркестъра и ръководителя на хора. Името на либретиста никъде не е споменато, но за сметка на това са добавени имената на кописта, работниците по поддръжка на декорите и осветлението, перукера и шивача.
През 1779 г. за откриването на оперния театър, специализиран за опера-буфа, „Teatro del Fondo“ в Неапол, Чимароза написва операта „Невярната вярна“. Либретист е Джанбатиста Лоренци, а премиерата е на 20 юли същата година.

### 1780 – 1784
За карнавала през 1780 г. Чимароза получава първата си поръчка не за опера-буфа, а за опера серия. Това е най-престижната форма на италианската опера по това време, със сериозна тематика и дълги арии. Нейни привърженици са главно аристократите и високо стоящите обществени класи.
През 1781 г. написва за римския театър операта „Парижки художник“, а за театъра във Венеция – „Джанина и Бернардоне“. През 1782 г. композира операта „Постоянна любов“. Както за нейното заглавие, така и за типа ѝ съществуват противоречиви данни. Някои биографи я споменават като опера-буфа, а други я причисляват към опера серия. Премиерата ѝ е в Рим, през същата година е поставена в Прага, а през последвалото десетилетие – в Лисабон, Санкт Петербург, Краков, Виена и Дрезден. През същата година се появява поредната негова опера, принадлежаща към опера серия – „Китайският герой“. Композирана е за фестивала „Санта Мария ла Реджина“, а премиерата ѝ минава в театър „Сан Карло“ в Неапол на 13 август. Свири оркестърът на театъра, който се състои от 59 инструменталиста – 32 цигулки, 4 виоли, 3 чело, 5 контрабаса, 4 обоя, 2 кларинета, 2 фагота, 4 тромпета, барабан и 2 клавесина. Все още не са включени нито флейти, нито някакъв тип рог. Това е една от малкото опери, за чието заплащане има данни. Запазен е документ, написан и подписан от композитора, с който той потвърждава, че за създаването на операта е получил 340 дуката.
През 1782 г. създава и комичната триактна опера „Влюбената балерина“, чиято премиера се състои на 6 октомври същата година в „Teatro dei Fiorentini“ в Неапол. За кратко време операта се поставя в Миланската Скала, Триест, Малта, Прага, Лайпциг, Дрезден, Мадрид, Барселона, Лисабон, Санкт Петербург и други. През 1811 г. е преработена на двуактна и представена в същия театър в Неапол.
През 1783 г. отново самостоятелно е поставена комичната му двуактна опера „Който се облича за другите, бързо се съблича“, или „Който носи чужди дрехи, бързо остава гол“. През същата година приема поръчка от „Ла Скала“ да напише опера за откриването на сезона в Милано. Театърът вече си е извоювал славата на най-престижния оперен форум в цяла Италия. За целта композира триактната опера „Цирцея“, по либрето на Доменико Перели, базирано на гръцкия мит за Цирцея и Одисей. Чимароза набляга на соловите арии, които в операта са 13, но включва още един марш и дует в първо действие, трио във второ и отново марш и квартет в трето. Премиерата е веднага след Коледа, на 26 декември 1782 г.

### 1784 – 1787
От 1784 до 1787 г. Чимароза живее в различни италиански градове, където композира както сериозни, така и комични опери – Рим, Неапол, Флоренция, Виченца, Милано и Торино. След това се установява в Рим, където след завръщането си твори известният композитор Паизиело. Съперничейки си с него Чимароза написва 20 опери и няколко симфонии, оратории, меси, сонати за пиано и други. Между тях е комичната опера „Италианката в Лондон“, добила голяма популярност. Премиерата на тази творба е в „Teatro Valle“ в Рим през 1779 г. Оперните му произведения се изпълняват в най-големите оперни европейски центрове – Париж, Виена, Дрезден, Лондон. През 1780 г. е преподавател по музика в консерваторията Ospedaletto, както и в едно от училищата за сираци във Венеция, а през 1784 г. става втори органист в дворцовата капела на Фердинанд I в Неапол.
От 1784 до 1787 живее във Флоренция, като композира опери единствено за театъра на този град. Тук написва много от своите произведения – както комични, така и сериозни опери, кантати и различни църковни композиции. Между тях са операта „Отчаяният Марио“ и трите опери на библейска тематика „Assalone“, „Джудита“ и „Жертвоприношението на Авраам“. В този период написва и „Il Convito di Pietra“, комична опера, поставена за първи път във Венеция с огромен успех. През 1786 г. пише за театъра в Неапол операта „Импресариото в затруднение“.
Чимароза става много известен и почитан заради новаторството, таланта и голямата плодовитост с които композира оперите си, главно в стил опера-буфа. Използва уникална музикална неаполитанска форма, проникната от дълбоката страстност на Романтизма и бързо покорява цяла Европа. Действията се развиват по улиците или забележителни места в Неапол и други градове. Чимароза се старае да се приближи максимално до действителността – когато на сцената е персонаж на човек от народа, той пее на неаполитански диалект, а когато се появява благородник – на тоскански.

## Пътуване към Русия
През 1787 г. руската императрица Екатерина Велика поканва композитора в Русия. Той тръгва заедно с жена си и дъщеря си, която все още е бебе. По пътя семейството посещава Флоренция, Парма, Виена и Варшава. Запознава се с Великия херцог на Тоскана Леополд, който по-късно, вече като император, го толерира. На тръгване е затрупан с подаръци от херцога, включително златна кутия за енфие за него и перлена огърлица за жена му. В Парма се запознава с дукеса Мари-Амели Австрийска, съпруга на Фердинанд I Пармски от династията на Бурбоните, която по-късно се предполага, че изиграва трагична роля в съдбата му. Като символ на нейната признателност и висока оценка на музикалния му талант, тя му подарява златен часовник, инкрустиран със скъпоценни камъни. Оказва се, че навсякъде откъдето мине, Чимароза е много известен, посрещат го сърдечно, с голямо внимание и много овации.
Следващата спирка по пътя му към Русия е Виена, където има сериозни неприятности заради непознаване на местните закони. Двете превозни средства, с които пътуват, както и целият багаж на семейството са конфискувани, поради липса на попълнена декларация за неговото съдържание. Тримата отсядат в един хотел и Чимароза веднага се обръща за помощ към неаполитанския посланик във Виена. Вследствие на неговата намеса, той получава обратно целия си багаж и е поканен да отседне в посолството. По време на престоя му е представен на император Йозеф II, император на Свещената Римска империя и голям почитател на музиката. Във Виена семейството прекарва 24 дни, а на изпращане владетелят подарява на Чимароза отново златна кутия за енфие, този път декорирана с портрета на императора и скъпоценни камъни, а жена му получава още една скъпоценна огърлица. По-същественото е, че Йозеф поканва Чимароза във Виена, след приключването на договора му с руската императрица.
По-нататък пътят ги отвежда до Краков и Варшава, където композиторът е посрещнат с почести. За трети път получава кутия за енфие, богато декорирана с диаманти, този път от Станислав Понятовски, полски крал и Велик литовски княз.

## Русия
Между първи и трети декември 1878 г. семейството най-после пристига в Санкт Петербург. Тук Екатерина II Велика го посреща с блестящ прием, назначава го за дворцов композитор и диригент на мястото на заминалия си Паизиело и му осигурява превъзходни условия за работа. До нас не са достигнали никакви сведения за съдържанието на договора, който той подписва и всички документи от този период са изчезнали. Не се знае и почти нищо за целия му престой в Русия, който продължава три години и половина. Животът му в тази страна оказва известно влияние върху творчеството на композитора. Прекрасните народни песни и знаменитият хор на императорската капела го впечатляват силно. В руската столица през 1787 г. създава операта „Владимир“ и една или две кантати. Чимароза продължава да твори и създава в Русия още няколко опери, една от които е „Девата на Слънцето“ през 1788 г. Написва и „Хорът на войните“, най-вероятно през 1789 г. Предполага се, че той представлява подготовка за голямата историческа драма, посветена на новгородския и киевски княз Олег, която има намерение да композира. Императрицата обаче, подтикната от първия си секретар, възлага написването на операта на Martin Soler, който носи титлата „втори маестро“, ранг по-нисък от този на Чимароза. По други данни Екатерина възлага операта на 22-годишния Александър Зубов, един от по-късните ѝ фаворити.
По поръчка на княз Григорий Потьомкин, фаворитът на императрицата, през 1790 – 1791 г. той написва операта „Клеопатра“, една кантата, камерни и други композиции. През тази и следващата години Чимароза композира два секстета в прослава на императрицата и две кантати, първата от които е „Сюрпризът“. Текстът и на двете вероятно е от Фердинандо Морети. Кантатата е за 5 гласа, хор и танцьори. Представена е в двореца на граф Александър Безбородко, министър на външните работи и голям обожател на музиката. Втората кантата „Неочаквана серенада“ е тази, написана по поръчка на Потьомкин и предназначена за гала представлението, с което той се кани да изненада императрицата през април 1791 г. И музиката и либретото на това произведени не са достигнали до наши дни, така че за него липсва всякаква информация. В Петербург са изпълнени 4 опери на Чимароза, един реквием и много други музикални произведения.
През пролетта на 1791 г. много малко причини могат да задържат Чимароза в Русия. По финансови причини голяма част от италианските музиканти в императорския театър са уволнени. Освен това композиторът се чувства обиден и дълбоко наранен от отношението на Екатерина към неговите творби. Отблъснат е и от фаворитите на императрицата с техния необичаен вкус към удоволствията и забавленията. Суровият руски климат също се отразява зле както на здравето на композитора, така и на творческата му плодовитост и късно през септември 1791 г. той напуска страната, изпратен с почести.
На връщане Чимароза престоява три месеца във Варшава, където се запознава с двама от основателите на полската национална опера и големи любители на италианската музика – Йозеф Козловски и Мачей Каменски. Чимароза подготвя постановките на три свои произведения, които обаче са представени през следващия сезон, след като напуска Полша. Това са оперите „Пропаднали заговори“, „Лековерният“ и „Импресариото в затруднение“.

## Виена
След Варшава, в късния декември на 1791 г. Чимароза пристига във Виена, където австрийският император Леополд II, бивш велик херцог на Тоскана е голям почитател на музиката и любител музикант. Той не е забравил поканата си и го назначава като придворен композитор на мястото, освободено от Антонио Салиери. Условията са много добри и Чимароза остава на тази длъжност до 1793 г. След смъртта на императора композиторът е освободен и на нея е преназначен отново Салиери.
Докато е във Виена Чимароза гледа драматичната постановка „Тайният брак“ на англичаните Дейвид Гарик и Джордж Колман Старши и френската пиеса със същия сюжет на Лебора де Мезиер. Решава да напише опера по тях и поверява либретото на дворцовия поет Джовани Бертати, а сам той създава музиката на своя шедьовър „Тайният брак“ само за няколко дни. Премиерата е на 17 февруари 1792 г. в Burgtheater във Виена и е посрещната с нестихващи овации. Бисирана е цялата опера, което е прецедент в музикалната история. Само за един сезон тя се играе 67 пъти и шества по оперните сцени. Това е една от много малкото комични опери от Неаполитанската школа от 18 век, която все още влиза в стандартния репертоар на оперните театри по света. В Неапол се представя обикновено на всеки 2 – 3 години. В рамките на няколко години операта се поставя в Берлин, Прага, Лайпциг, Дрезден, Милано, Сиена, Палермо, Барселона, Мадрид, Лисабон, Санкт Петербург и в много други оперни центрове. В България е поставена за първи път през 1947 г. в Софийската народна опера.
Критиците считат, че това е най-добрата комична опера на Чимароза. Характеризира се с игриво настроение и духовитост, изящна мелодичност и изискана хармония. Богата и красива е и оркестровата част на произведението. Композиторът отдава голямо значение на речитативите и разнообразява оперното действие с терцети, квартети и октети, като по този начин премахва монотонността, характерна за по-старите италиански опери. С нея Чимароза проправя нов път в развитието на комичната опера въобще, който по-късно ще бъде последван и от творчеството на Джоакино Росини.

## Неапол
Шест години след като напуска Италия, през 1793 или 1794 г. Чимароза се завръща в Родината си. В Неапол е посрещнат тържествено и приветстван като велик оперен композитор. Само тук операта му „Тайният брак“ е играна 110 пъти последователно в един сезон. Две години след завръщането му Фердинанд го назначава за диригент на дворцовата капела, първи органист и учител по музика. В Неапол композира оперите „Женски хитрости“, „I Traci amanti“ и най-сполучливата измежду 15-те си мелодрами „Хорациите и Куриациите“. В този период от живота си преживява огорчения от интригите и завистта на не така преуспяващи музиканти, сред които е и старият му съперник Джовани Паизиело.
Чимароза живее в Неапол по времето, когато избухва националосвободителната революция против австрийското владичество и той застава на страната на антироялистката фракция в града. През 1799 г. Неапол е провъзгласен за свободна република и тържествено се изгарят портретите на дворцовата фамилия. За този специален акт, символизиращ освобождението, композиторът написва патриотичен химн със силно революционно звучене, който се превръща в химн на новообявената република. Но скоро Бурбоните се завръщат и започва масово гонение на всички участници в революцията. Домът на композитора е ограбен, а клавесинът му – разбит. Чимароза прави опити да възстанови позициите си като композира химна „Bella Italia“ и кантата за завръщането на Фердинанд I Пармски и Мари Амели. Въпреки усилията му, той е арестуван заедно с хиляди други политическите съмишленици и осъден на смърт по бързата процедура. В затвора изтърпява тежки мъчения, които съсипват здравето му. Поради световната му известност и комплексното застъпничеството от много хора, като кардинал Конзалви, след 4-месечни изтезания в средновековния затвор, през 1800 г. е пуснат на свобода. За него се застъпват още хора, между които кардинал Руфо и лейди Хамилтън. Предполага се, че е освободен и поради натиск от руската корона. Защитната му реч пред съда също помага. Той изтъква, че е композирал Републиканския химн, но също така е писал и музика в чест на кралското семейство и че работата на композитора е да пише за тези, които му плащат. Изгонен е от Неапол „завинаги“ и през декември 1800 г. композиторът се отправя първо за Падуа, а след това за Венеция.

## Последни дни
Въпреки че е с разбит дух и като изгнаник се опитва да замине отново за Русия, той работи до последния си дъх и във Венеция започва да композира операта „Артемизия“, която обаче остава недовършена. Поради разклатеното му здраве от престоя в затвора, смъртта го настига на 51-годишна възраст в Palazzo Duodo във Венеция. Умира на 11 януари 1801 г. от възпаление на червата. Заради естеството на болестта и внезапността на смъртта му, сред народа се разнасят слухове, че е отровен от австрийските полицейски власти, предполагаемо по заповед на Мари Амели. В този случай правителството е принудено да нареди аутопсия на тялото му. Официалното следствие доказва, че тези слухове са неоснователни. Венеция изпраща Чимароза много тържествено – така, както винаги го е посрещала. На погребението му са изпълнени една меса и няколко песни, композирани специално за случая, както и концерт за флейта и оркестър от Luigi Giannella, посветен на Чимароза. Композиторът е погребан в църквата „Сант Анджело“ във Венеция.
В Рим кардинал Конзалви, държавен секретар на папския двор, организира отдаването на почит на композитора в църквата San Carlo del Catinari, където е изпълнен един от неговите реквиеми. Изпращането е много тържествено, а на скулптора Антонио Канова е поръчано да изработи бюст на Чимароза. Сега този бюст се съхранява в Капитолийския музей в Рим.

## Творчество
Доменико Чимароза е известен най-вече с многобройните си опери, като през живота си написва над 80, главно от стила опера-буфа. Комичните му опери са изпълнени със завладяващ хумор, лекота и изящни музикални теми. Той е първият, който въвежда в операта вокални терцети и квартети. Неговата музика е енергична, но елегантна и деликатна, особено в оркестровите пасажи в оперите му. Чимароза е един от най-плодовитите композитори – до края на живота си създава по няколко опери годишно. Въпреки че в наше време славата на Чимароза е засенчена от следващите поколения композитори, той се радва на огромна известност през целия си живот.
Освен опери композира вокални и инструментални ансамбли, камерна музика и вокално-инструментални творби. Една от най-известните му творби е концертът му за обой в C-dur. Написва 7 симфонии (италиански увертюри), 6 оратории, 18 меси, 10 кантати, няколко патриотични химна, много клавирни сонати, 32 сонати за чембало, концерт за две флейти, хорови творби и много други. Най-известна от месите му е Missa Pro defunctis в G минор. Написва и едно теоретично съчинение – „За изучаване на музиката“.
Няколко от неговите ръкописи се съхраняват в музеите на някои руски театри, а личният му архив, задържан от сина му Паоло, е дарен на Неаполитанската консерватория през 1852 г.
Френският писател Стендал и немският поет Гьоте са едни от най-ревностните му почитатели. Консерваторията в град Авелино, Кампаня и улица във Флоренция носят неговото име.
Някои опери:
- 1772 – „Прищевките на графа“
- 1773 – „Мнимата парижанка“
- 1773 – „Магиите на Мерлина и Зороастро“
- 1776 – „Любовен гняв“
- 1776 – „Сватби на бал“
- 1776 – „Лекомислената благородница“
- 1777 – „Тримата любовници“
- 1777 – „Мнимата Армида“
- 1777 – „Фанатикът на старите римляни“
- 1778 – „Смешните любовници“
- 1778 – „Завръщането на дон Каландрино“
- 1779 – „Сватба“
- 1779 – „Италианката в Лондон“
- 1779 – „Невярната вярна“
- 1779 – „Странниците на любовта“
- 1780 – „Съперници“
- 1780 – „Брачен договор“
- 1780 – „Мнимите благородници“
- 1780 – „Съпружеско произшествие“
- 1781 – „Дърводелецът“
- 1781 – „Кай Марий“
- 1781 – „Парижки художник“
- 1781 – „Александър в Индия“
- 1781 – „Биондолина“
- 1781 – „Джанина и Бернардоне“
- 1781 – „Битият любовник от жените“
- 1782 – „Конвито“
- 1782 – „Постоянна любов“
- 1782 – „Китайският герой“
- 1782 – „Влюбената балерина“
- 1782 – „Цирцея“
- 1783 – „Джиунто Бруно“
- 1783 – „Двамата барони от Рока“
- 1783 – „Оресте“
- 1783 – „Който се облича за другите, бързо се съблича“
- 1784 – „Немислими бракове“
- 1784 – „Външността лъже“
- 1784 – „Олимпиада“
- 1784 – „Измамената суета“
- 1784 – „Двамата предполагаеми графове“
- 1785 – „Артаксеркс“
- 1786 – „Отчаяният Марио“
- 1786 – „Жената винаги се изплъзва“
- 1786 – „Вярващият“
- 1786 – „Пробни любовници“
- 1786 – „Лудориите на Сталидура“
- 1786 – „Импресариото в затруднение“
- 1787 – „Владимир“
- 1787 – „Фанатичен шут“
- 1788 – „Девата на Слънцето“
- 1790 – „Клеопатра“
- 1791 – „Пропаднали заговори“
- 1792 – „Тайният брак“
- 1792 – „Лековерният“
- 1792 – „Бедата на сърцата“
- 1793 – „Любовта е изобретателна“
- 1793 – „Тракийските любовници“
- 1794 – „Женски хитрости“
- 1794 – „Пенелопа“
- 1795 – „Преодоляната пречка“ (Избегнатото задължение)
- 1796 – „Старият ревнивец“
- 1796 – „Великодушните неприятели“
- 1796 – „Хорациите и Куриациите“
- 1797 – „Ахил при обсадата на Троя“
- 1797 – „Безочливият щастливец“
- 1797 – „Атилио Реголо“
- 1798 – „Артемизия, царица на Кария“
- 1800 – „Изкуство против изкуство“
- 1800 – „Капелмайсторът“
- 1801 – „Артемизия“ – недовършена